# Felix Moscheles
Felix Stone Moscheles (* 8. Februar 1833 in London; † 22. Dezember 1917 in Tunbridge Wells) war ein englischer Maler und Schriftsteller.

## Leben
Felix Moscheles war der Sohn des bekannten Pianisten und Musikpädagogen Ignaz Moscheles und Ehemann der Malerin Margaret Moscheles. Sein Taufpate, nach dem er benannt wurde, war Felix Mendelssohn Bartholdy. Er besuchte bis 1850 die Thomasschule zu Leipzig. Nach dem Abitur ging er nach Antwerpen und studierte später Bildhauerei bei Auguste Rodin in Paris.
Seine Gemälde wurden in Paris, Antwerpen und London ausgestellt.
Felix Moscheles wurde 1903 der erste Präsident des London Esperanto Clubs und 1905 Gründungsmitglied des Lingva Komitato, Vorläufer der Esperanto-Akademie. Er war ein Pazifist und als solcher ebenso Präsident der International Arbitration and Peace Association.
Enge Freunde von ihm waren Mark Hambourg, Ludwik Lejzer Zamenhof und George du Maurier. Regelmäßige Gäste waren die Maler Ernst Oppler und Georg Sauter, die auch mit Hambourgs befreundet waren.

## Bilder (Auswahl)

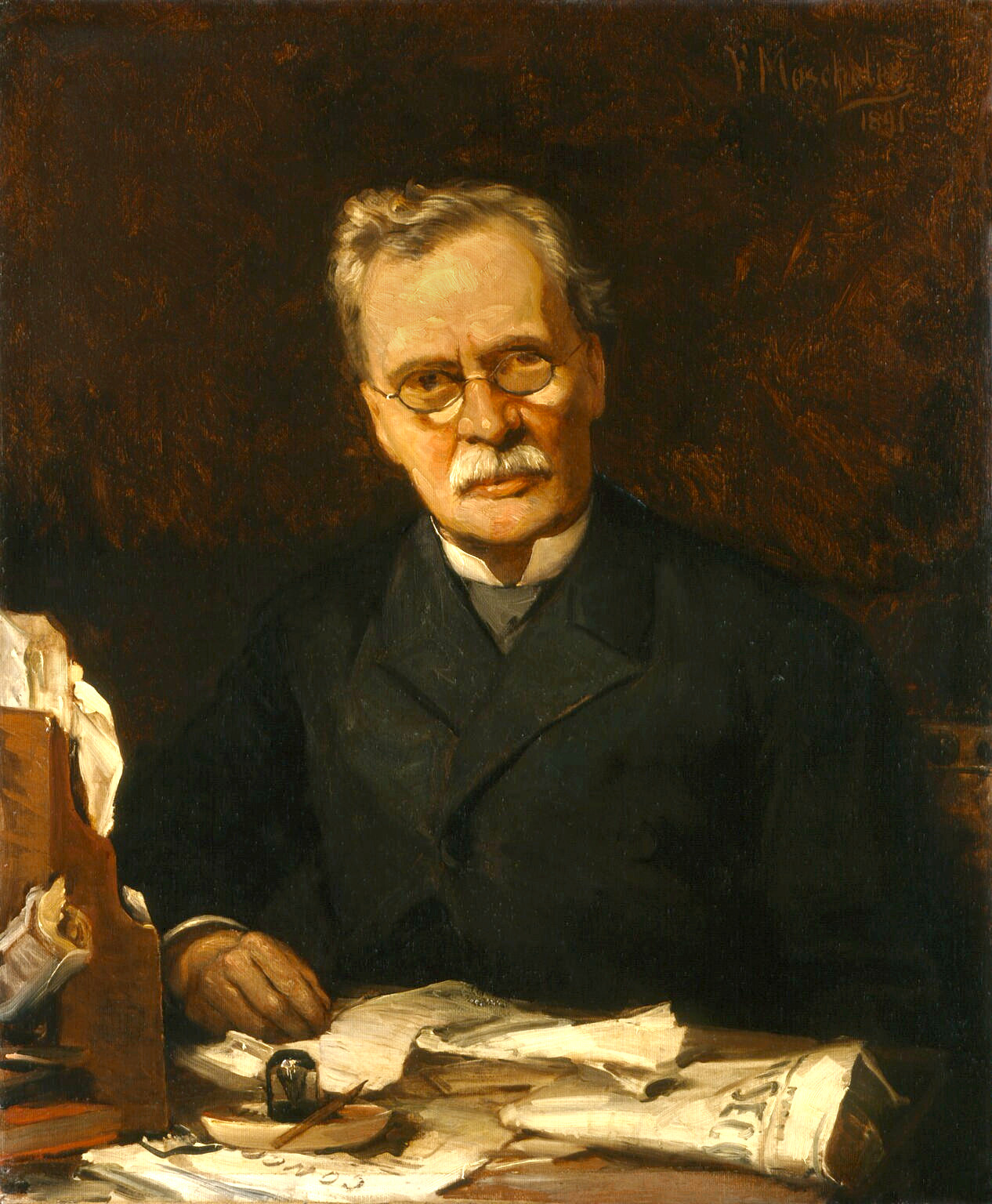
Porträt des Pazifisten Hodgson Pratt, 1891

- 1862: When Mamma is out, Öl auf Leinwand
- 1864: Portrait of Rose Mary Crawshay & Richard Frederick Crawshay
- 1877:  Spanish peasant boy eating an orange, Öl auf Leinwand
- 1890: Robert Browning's Study, Wasserfarben
- 1891: Hodgson Pratt, Öl auf Leinwand

## Literarische Werke (Auswahl)
- Patriotism as an incentive to warfare. London: Wertheimer 1870
- In Bohemia with Du Maurier. The first of a series of reminiscences. With 63 original drawings by G. Du Maurier, illustrating the artist's life in the fifties. London: T. F. Unwin, 1896
- Fragments of an autobiography. London: James Nisbet 1899